# 蔡廷锴
蔡廷锴（1892年4月15日—1968年4月25日），字贤初，广东罗定人，中華民國时期将军及中華人民共和國政治人物，原副国级领导人。抗战期间，因指揮了一·二八淞滬抗戰而海內外享有極高聲譽，并因參與領導發起了福建事變而知名。中华人民共和国成立后，先后任中央人民政府委员，中华人民共和国国防委员会副主席，国家体育运动委员会副主任。1964年12月至1968年任政协全国委员会副主席。是第一、二、三届全国人民代表大会常务委员会委员；政协第一届全国委员会委员，第二、三届全国委员会常务委员；民革第一、二届中央常务委员，第三、四届中央副主席。

## 生平
蔡廷锴早年参加同盟会。曾任孙中山大本营补充团连长、营长，参加孙中山领导的第一次北伐、讨伐桂军沈鸿英及东征讨伐陈炯明等战役。1925年任国民革命军第四军第十师团长。北伐战争时期任第十一军新二十四师副师长。1927年宁汉分裂时任第十师师长。后任国民党军第六十师师长。1930年任第十九路军副总指挥、军长。1932年率十九路军进行一二八淞沪抗战。同年被蒋介石调往福建“剿共”，任十九路军总指挥、福建绥靖公署主任。1933年11月，同李济深、陈铭枢、蒋光鼐等在福州成立抗日反蒋的“中华共和国人民革命政府”，任人民革命军第一方面军总司令。失败后流亡海外，宣传抗日救国。1935年参加中华民族解放大同盟，为最高负责人之一。抗日战争时期曾任国民党军第六集团军副总司令、总司令，两广边境司令，在两广指挥作战。1940年因受蒋介石排挤而去职。1946年与李济深等在广州组织中国国民党民主促进会。1948年1月在香港参与发起组织中国国民党革命委员会，被推为中央常务委员、财务委员会主任。1949年9月，出席中国人民政治协商会议第一届全体会议。中华人民共和国成立后，任中央人民政府委员，中华人民共和国国防委员会副主席，国家体育运动委员会副主任。1964年12月至1968年任政协全国委员会副主席。是第一、二、三届全国人民代表大会常务委员会委员；政协第一届全国委员会委员，第二、三届全国委员会常务委员；民革第一、二届中央常务委员，第三、四届中央副主席。

### 早年經歷
清光绪十八年（1892年）4月15日，蔡廷锴出生在广东省罗定州罗镜龙岩村（今广东省罗定市罗镜镇龙岩双轮阁村）。一家四口务农为生。蔡廷锴12岁失学，13岁学犁耙田，15岁便操持家务，跟父亲学做裁缝，裁制传统中式服装。
1910年，18岁，蔡廷锴在宝安县大鹏镇擔任警察，後離職計畫從軍，但因其父病故而返鄉治喪守孝。宣統二年（1911）19岁時結束守孝後，蔡廷锴加入三羅警衛軍，但兩年半後因家境問題離職返鄉經商營生。民國四年（1915），與警衛軍的同袍至新會縣加入縣保安部隊的衛隊連擔任衛士，後升任副目（等同現代軍制的副班長），但在民國六年（1917）被揭發其策動部隊進行反龍濟光的行動，因行動失敗棄職遁逃回鄉，在龍濟光遭舊桂系擊敗後，蔡廷鍇經由關係得到寶安縣大鵬城警察分所的所長職務，但就任半年後因上層人事異動而辭職返鄉。返鄉不久後，因家鄉附近治安不佳，地方商賈籌建羅鏡商團，蔡廷鍇因軍事經驗較為豐富，被招攬為羅鏡商團副團長，這支部隊隨後遭到李耀漢指揮的肇軍收編，改名為肇軍游擊營，營長陳銘樞，蔡廷鍇在該營下擔任排長。該營雖稱為游擊營，但實際上為地方保安部隊，主要任務是在肇軍控制區中清剿土匪。
民國七年（1918），肇軍遭到舊桂系莫榮新部隊擊潰，游擊營被舊桂系林虎指揮的廣西護國第二軍收編，擔任陸軍游擊第43營排長。之後，陳銘樞在第一次粵桂戰爭叛離舊桂系，投靠粵軍，並收攏前肇軍部隊擴大編制，回歸粵軍系統後，民國九年（1920）陳銘樞保荐蔡廷鍇進入廣東護國軍講武堂就學進行基礎軍事教育，一年後畢業返回原單位，從排長升任粵軍第一師第一旅第三營第十一連連長。1922年，他回老家招兵，很多年轻人立马收拾包袱跟他走。後來的十九路軍三位師長中，區壽年、沈光漢兩位都是同乡。
由於陳銘樞在政治立場支持孫中山，因此他指揮之部隊也積極地投入孫中山所號召之北伐戰爭，受陳銘樞栽培的蔡廷鍇在民國十一年得到陳銘樞推薦加入國民黨。民國十一年（1922）3月，孙中山在韶关督师北伐，同年5月，粵軍第一旅北進江西省作戰時，蔡廷锴率領的十一連在一日強行軍50公里發起奇襲擊敗敵軍，使北伐軍佔領信丰城，蔡廷锴被记功一次。但因六一六事變導致粵軍主帥陳炯明與孫中山合作破局，蔡廷鍇與其上司陳銘樞離開粵軍。
民國十三年（1924），孫中山返回廣東，蔡廷鍇被大本營補充團第一營營長鄧世增招攬返回部隊服役，擔任該營連長。在擔任連長期間，率領部隊鎮壓舊桂系將領劉玉山、陳天太反孫行動，因此戰功升任補充團第一營營長。同年，其舊上司陳銘樞返回廣東擔任建國粵軍第一師第一旅旅長，蔡廷鍇請調該旅，擔任第一旅第二團（團長蔣光鼐）第一營營長。
民國十四年（1925），蔡廷鍇指揮的第一營支援建國粵軍第一師第二旅（旅長陳濟棠）進軍廣西省，支援李宗仁的定桂討賊聯軍殲滅沈鴻英，因此蔡廷鍇並未加入第一階段國民革命軍東征戰役，但部隊在勝利後快速回軍廣州，加入殲滅建國滇軍與建國桂軍之叛亂。此作戰中，蔡廷鍇配合朱暉日營，率領第一營營殺入廣州市區與叛亂軍進行城鎮戰，並以沉重犧牲贏得勝利。勝利後，各省建國軍改組國民革命軍，蔡廷鍇升任國民革命軍第10師第28團團長。在第二階段東征戰役中，第四軍編入南征軍，主戰場在廣東西部與鄧本殷指揮之部隊交戰，並成功的肅清該部勢力。
北伐時，隨著北伐戰爭持續戰勝推進，第四軍部分部隊抽出擴編為國民革命軍第十一軍，蔡廷鍇轉任原先第四軍獨立團擴編的國民革命軍第24師之副師長。後因蔣光鼐升任十一軍副軍長，蔡廷鍇轉任國民革命軍第10師師長。

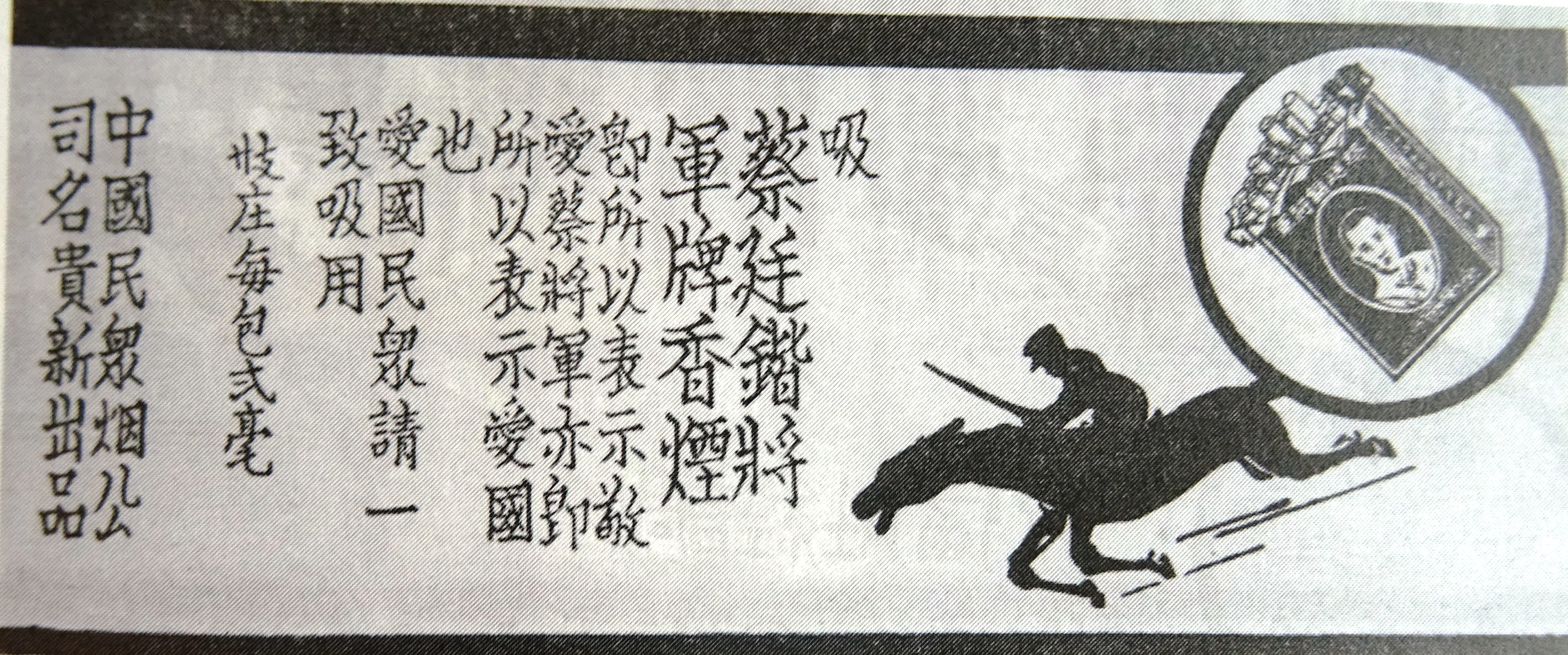
滬淞戰役後，市場出現一款蔡廷鍇牌香煙，此為當時廣告。

在武漢分共後，國民革命軍內的中國共產黨員狀況愈趨惡劣，在賀龍、葉挺、朱德等人指揮麾下部隊發動南昌暴動，當時第10師駐紮南昌城外，蔡廷鍇意識到其指揮的部隊與中國共產黨關係緊密，部隊大量官兵呼應葉挺號召，決定坐視態勢發展，消極參與共產黨發動的反國民政府戰爭。

### 南昌起義
蔡廷鍇出身貧苦家庭，為改變家境，他參加了舊軍隊。由於作戰英勇，他從一個士兵一步步“打”到了師長的職位。他原屬陳銘樞的部下，後投誠蔣介石，蔡廷鍇的部隊就歸北伐名將張發奎指揮。舊軍隊中，派系鬥爭頗為激烈，故蔡廷鍇雖升任師長，但對張發奎仍懷警戒之心，擔心張會撤換或解決掉他的隊伍。1927年時，張發奎隸屬的汪精衛集團，開始逮捕和殺戮革命黨人，這種政局的變化，使蔡廷鍇感覺前景渺茫。
此時，武漢當局以張發奎為第一方面軍，向南京蔣介石政權發起攻擊。全軍以葉挺率領的二十四師為先鋒，先行佔領九江、湖口，以掩護大軍集結。此時蔡廷鍇率領的十師，也歸葉挺指揮跟進。到達九江後，葉挺便開始做蔡廷鍇的工作。他告訴蔡：我們就算攻下南京，也屬互相殘殺，於革命前途毫無意義，且唐（唐生智，此時總轄武漢方面部隊軍權）之革命比蔣介石相差更遠，不如我軍回粵休養為高。蔡廷鍇是廣東人，所率軍隊也多為廣東子弟，此話正中下懷，便向葉挺表示完全贊同。但他也知道葉挺是共產黨，與自己主張信仰不同，當時他就存有“待機定進退”的打算。
當得知蔡部扣有數位共產黨員後，張發奎命令立即就地槍斃，蔡廷鍇不忍加害便一邊將張發奎的電報拿來給這幾位共產黨員看一邊發給各人百數十塊光洋不等，等於給彼此將來見面留個念想。
蔡廷鍇當時說：張發奎太無人情，蔡某願保留爾等合作餘地，並僱小舟送你們幾人他避。這樣幾位共產黨員得以順利脫逃。
為敷衍張發奎，蔡廷鍇發電報過去，告訴他這幾個共產黨員已經處決。張信以為真，隨後在多家報紙發布了消息。當年8月23日的北京《晨報》，就刊載了這樣一份張發奎發給武漢軍事委員會的急電：“賀(龍)葉(挺)倡亂，蹂躪南昌，脅迫十師附和共黨。幸蔡師長廷鍇，忠於黨國，陽順陰違，師次進賢，即轉赴余江，脫離賀葉，並將共黨分子範孟聲、徐石麟等盡行扣留，本日來電請示進止，除已電飭即將範孟聲、徐石麟等槍決，以泯亂源……”
逃脫的幾個共產黨員，後在九江等地，還見到上海、北京報紙刊載的余江電訊，言蔡廷鍇槍決共四人，姓名等言之鑿鑿。逃脫的這幾人，1949年後仍在為革命工作。可是，不熟悉內情的人們，依照當時報紙提供的消息，認定蔡廷鍇當時將幾位共產黨員殺害，以致1949年後許多研究文章還持這種看法。後來當事人之一的徐石麟（後更名徐石林）與黨史研究者通信，才大致說清了當時的情況。

不僅這幾位共產黨員領導沒有被殺，其餘一般黨員，也確實發放川資讓他們回去了。陳毅從九江追趕南昌起義隊伍時，曾在李家渡遇見幾位軍人。他後來回憶：“過李家渡後……在路上碰到了幾個軍官，是蔡廷鍇的第十師的。蹲在路邊吃西瓜，我們一打聽，才知道蔡又叛逃過去了。到了進賢，蔡就把不穩的營連乾部清出來送走了。這幾個軍官就是從進賢來的。我們問他們出了什麼事，他們說：蔡廷鍇把我們趕出來了。”這應是一個有力的旁證。

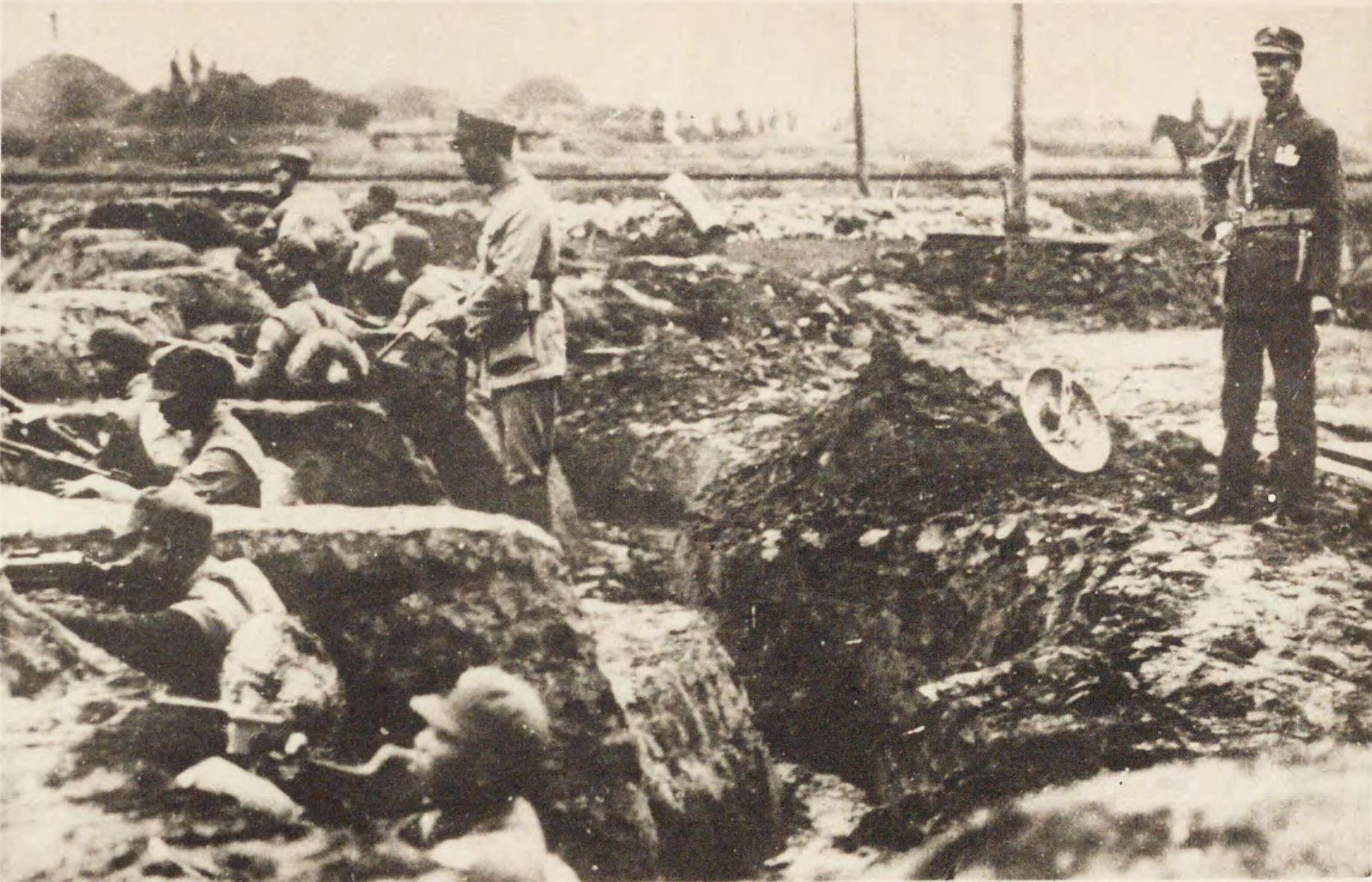
十九路军军长蔡廷锴在前线视察

8月3日，中共部队撤离南昌。7日，张发奎率第四军入南昌，接着追击中共部队。蒋光鼐、蔡廷锴师在南进广东途中即脱离中共部队，投奔陈铭枢。

### 淞滬抗戰
1931年年九一八事變爆發時，蔡廷鍇聽到消息後，率第十九路軍三萬多官兵，在贛州宣誓反對內戰，團結抗日。
1931年底，蔡廷鍇召集全軍旅長以上幹部密商，打算在1932年2月率部沿津浦線奔赴東北，援助正在抗日的馬占山，丁超，李杜。但此時日本蓄意擴大對華侵略，派遣軍艦三十餘艘和陸戰隊數千人在上海登陸，並且不斷製造事端，上海局勢緊張，蔡廷鍇留在淞滬加緊備戰。
1932年1月28日深夜，日軍發動對上海的進攻，製造了一·二八事變。第二天，蔡廷鍇與蔣光鼐，戴戟三人聯名向全國各界發出抗日通電，表示身為軍人，“惟知正當防衛，捍患守土，是其天職，尺地寸草，不能放棄，為衛國抗戰而抵抗，雖犧牲至一卒一彈，絕不退縮。“十九路軍全軍約3萬人，再加上2月中旬來援的張治中第五軍，總共也只有4萬多人。而日方不斷增兵最後達七八萬人，並且還配有大量大砲，坦克，飛機，戰艦。蔡廷鍇率领十九路軍經過近四十日的浴血奮戰，粉碎了日軍“四小時佔領上海”的狂言，使其四度易帥，增加援兵。

### 福建事變
由於堅決主張抗日到底，蔡廷鍇反對國民黨政府的不抵抗政策，不願繼續與紅軍作戰，1933年11月20日，蔡廷鍇與陳銘樞，蔣光鼐等人一起，發動了著名的福建事變，建立了中華共和國人民革命政府。蔡廷鍇任軍事委員會委員，人民革命軍第一方面軍總司令。他們抵抗合圍福建的國民黨嫡系部隊，與紅軍簽訂了抗日反蔣的初步協定。這一行動，在當時產生了巨大影響。
事變失败後，蔡廷鍇流亡海外。

### 抗戰期間

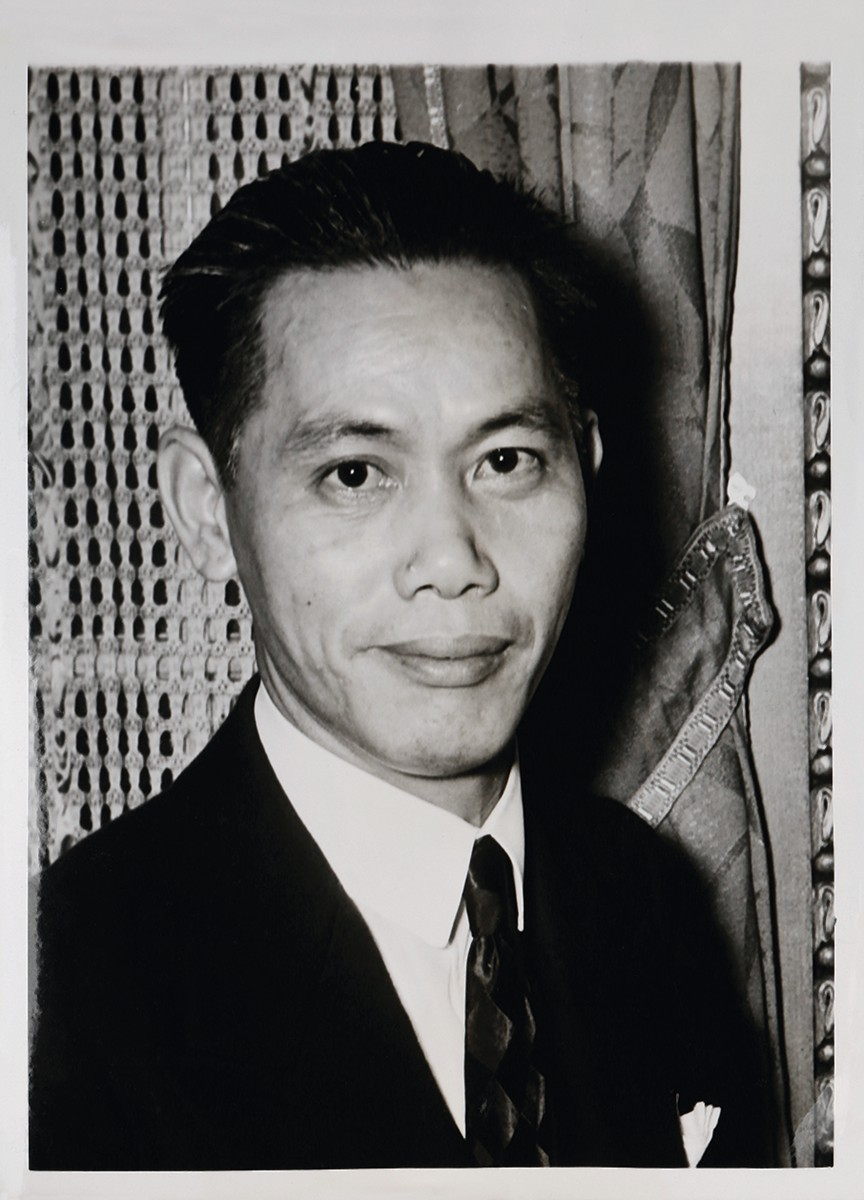
1941年的蔡廷锴

1935年，蔡廷鍇在香港與李濟深，陳銘樞，蔣光鼐等組織中華民族革命大同盟，主張聯合各黨各派一致團結抗日。
1935年蔡廷锴担任国民革命军第十六集团军总司令，参加抗日战争。
全面抗战初期，蔡廷鍇領導軍隊參加了崑崙關戰役等。但後來被蔣介石奪去了軍權。
1937年－1945年抗战期间，蔡廷锴曾任粤桂边区总司令等职。1939年与罗西欧结婚。
1940年後蔡廷锴回故居從事抗日活動。

### 國共內戰
抗戰結束後，蔡廷鍇積極倡導和平。
抗日戰爭勝利後，蔡廷鍇與李濟深，何香凝等一起籌組中國國民黨民主促進會。此後，他積極反對蔣介石統治，反對國民黨發動內戰。
1946年在广州与李济深等共组中国国民党民主促进会。1947年1月6日，國民政府令：經核准退役之陸軍中將蔡廷鍇任為陸軍上將:8258。蔡廷鍇赴香港组织了中国国民党民主派第一次代表会议。
1948年1月，蔡廷锴与李济深等人在香港发起组织中国国民党革命委员会，蔡廷鍇任中央常务委员兼财政部部长。5月5日，蔡廷锴代表民促，与其他民主黨派领导人和無黨派民主人士，联名致电中共中央主席毛泽东，响应中共“五一口号”，拥护召开新政协会议。1948年7月1日的豫東戰役龍王店戰鬥中，負責鎮守開封的蔡廷鍇外甥區壽年（第七兵團中將司令），被中國人民解放軍所俘。後被釋出。
1948年9月，蔡廷鍇作為民促的首席代表，應中共中央的邀請，到達東北解放區，參加“新政協諸問題”座談會等活動。

### 中华人民共和国成立后

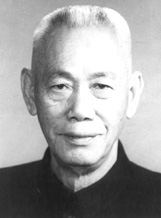
晚年的蔡廷锴

1949年后，蔡廷鍇先后当选为中央人民政府委员、全国政协常务委员、全国人大常委会委员，后又任全国政协副主席，中华人民共和国国防委员会副主席，国家体委副主任，中国国民党革命委员会中央委员会副主席及世界和平理事會理事等重要職務。
朝鲜战争爆发后，蔡廷鍇担任抗美援朝保家卫国委员会常务委员。1951年，蔡廷锴被推为慰问团总团的副团长赴朝鲜。
“文化大革命”期间蔡廷锴作为周恩来运作保护的民主人士之一，躲过一劫。
1968年4月25日，蔡廷锴在北京逝世。

## 家庭
原配妻子彭惠芳，长子蔡绍昌，次子蔡绍辉，长女蔡绍芬，次女蔡绍芝，三子蔡绍基。第二任妻子罗西欧。

## 轶事

### 定居北京
上世纪50年代定居北京后，蔡廷锴和第二任妻子、两个女儿、两个孙子和孙女一起住，在院子里种起花和养起鸡禽来。鸡最多时有30多只，最大的有七八斤重，下的蛋也经常出现双蛋黄。他又喜欢满园种植花草，最喜欢茶花，还种了冬瓜、南瓜、玉米等，最大的一个冬瓜有40斤重。蔡廷锴做菜也非常拿手。蔡醒民10岁出头，爷爷便教他做饭烧菜，说无论在哪里，学会煮东西至少不会饿死，“他还教我，记住每个菜煮完再焖一会的话，就更好吃。”
1950年-1963年，长孙蔡醒民到北京与祖父一起生活。蔡廷锴对这个孙子的教育很简单，既没期待他做一番轰轰烈烈的事业，也不要求他参军：“你们过不了生死关，我们可是打仗打出来的胆子。最初当兵也因为家穷迫不得已。现在过上安乐日子了，你不要当起大少爷来，不要学坏和做对国家不住的事情就行。”蔡廷锴生活上非常节俭，在家里平常喜欢穿旧式唐装，觉得很舒服。
蔡醒民说，1948年9月起，在港民主党派负责人陆续北上参加新政协筹备工作。蔡廷锴和李立三、沈钧儒、章伯钧等乘坐一艘苏联货船“波尔塔瓦”由香港向北哈尔滨解放区偷渡航行。货船上的生活异常枯燥。9月18日，那天正好是中秋节，苏联船主决定杀猪加菜。蔡廷锴、林一元自告奋勇下厨帮忙。他们把苏联人准备抛入大海的猪肚猪肠捡起，洗得干干净净，红烧出两盘地道的粤菜来。大家边吃边赞，有人还请他们传授厨艺。
文革时，蔡廷锴因感冒引起肺炎，尽管在政府中地位属于四副二高，仍被吓得不轻。1967年，看病不能像往常一样叫警卫请专家医生来，要自己去医院排队，而且心力衰竭，更得了白内障。1968年秋天，肺炎越演越烈，人便去世了。“能够真正理解孙中山的意思的国民党军队，就只有十九路军。”蔡醒民说。
1957年，蔡廷锴率国家代表团到日本参加第三届禁止原子弹氢弹大会时表示：“日本虽然侵略我们，但日本人民还是友好的，中国人民受到很大的灾难，但日本人民也同样受到灾难。”
蔡醒民说，蔡廷锴当年违反军令抗日打仗，或者违反“剿共”军令不打仗，都是为了一个理想，世界和平，民生安康。他知道，许多老百姓想要的也不过是这些。

## 故居
蔡廷锴故居位于广东省罗定市罗镜镇龙岩双轮阁村。这座灰色砖瓦砌成的老房子兀自立在大片空地前，在夕阳斜照下格外像一张老照片。走近去，发现略显破旧的门楣上有几个新写上去的字：蔡廷锴将军故居。一位65岁的老人蔡绍贤拄着拐杖向我们走来，他是蔡廷锴的侄子。上世纪80年代起，他就一直守在这里。据他介绍，故居门楣上本来写有李济深题写的“德门长庆”四个大字。目前，这座老房子楼高约15米，面积大概有200平方米。门一打开，就看到穿堂中间立着一尊蔡廷锴的半身雕像。从穿堂到里面的房间，墙壁上挂满了蔡廷锴生前的照片以及当年十九路军抗战的历史照片，“这些都是他临去世前从北京寄回来的，一共有两车。”蔡绍贤说。
这座故居建于1912年，原为三进院落合院式布局，占地7000多平方米。如今，偶尔会有些学校组织学生来这里参观。

## 纪念
- 廷鍇紀念中學，位於廣東省羅定市，是該市人民政府為紀念羅定籍蔡廷鍇將軍，於1989年12月18日創辦廷鍇紀念中學，於1990年9月正式招生辦學，學校現已發展成為一所五千多學生的重點中學。